# Whirl Tour
Whirl Tour est un jeu vidéo de trottinette développé par Papaya Studio et édité par Vivendi Universal Games, sorti en 2002 sur GameCube et PlayStation 2.

## Accueil
- GameSpot : 6,5/10[1]